# Llista de topònims de Batea
Llista de topònims (noms propis de lloc) del municipi de Batea, a la Terra Alta
Informació actualitzada per un bot. Els canvis manuals es perdran quan s'actualitzi!

## cabana
| imatge | Nom                  | Ubicat a | instància de | Detalls                     | coordenades                                                          | Protecció                                  | Commons (més fotos) | Dades a WD                    |
| ------ | -------------------- | -------- | ------------ | --------------------------- | -------------------------------------------------------------------- | ------------------------------------------ | ------------------- | ----------------------------- |
|        | Torres de la Basella | Batea    | cabana       | Estil: arquitectura popular | 41° 05′ 52″ N, 0° 18′ 33″ E / 41.097656°N,0.309204°E                 | bé integrant del patrimoni cultural català |                     | Modifica les dades a Wikidata |
|        | corral de Donisa     | Batea    | cabana       |                             | 41° 08′ 21″ N, 0° 16′ 14″ E / 41.1391095746008°N,0.270519254903852°E |                                            |                     | Modifica les dades a Wikidata |
|        | corral de Sunyer     | Batea    | cabana       |                             | 41° 09′ 28″ N, 0° 18′ 37″ E / 41.1576442135829°N,0.310267824931582°E |                                            |                     | Modifica les dades a Wikidata |
|        | era de Beturià       | Batea    | cabana       |                             | 41° 09′ 21″ N, 0° 17′ 45″ E / 41.1558844481211°N,0.295896740992156°E |                                            |                     | Modifica les dades a Wikidata |
|        | era de Manolo        | Batea    | cabana       |                             | 41° 05′ 05″ N, 0° 19′ 33″ E / 41.0845918260866°N,0.325773696084088°E |                                            |                     | Modifica les dades a Wikidata |

## casa
| imatge | Nom                           | Ubicat a | instància de | Detalls                     | coordenades                                          | Protecció                                  | Commons (més fotos) | Dades a WD                    |
| ------ | ----------------------------- | -------- | ------------ | --------------------------- | ---------------------------------------------------- | ------------------------------------------ | ------------------- | ----------------------------- |
|        | casa Català                   | Batea    | casa         | Estil: arquitectura gòtica  | 41° 05′ 41″ N, 0° 18′ 38″ E / 41.094794°N,0.310417°E | bé integrant del patrimoni cultural català |                     | Modifica les dades a Wikidata |
|        | casa al carrer Perera, 2      | Batea    | casa         | Estil: arquitectura popular | 41° 05′ 42″ N, 0° 18′ 37″ E / 41.094915°N,0.310155°E | bé integrant del patrimoni cultural català |                     | Modifica les dades a Wikidata |
|        | casa al carrer Sant Miquel, 2 | Batea    | casa         | Estil: arquitectura popular | 41° 05′ 42″ N, 0° 18′ 40″ E / 41.095072°N,0.311164°E | bé integrant del patrimoni cultural català |                     | Modifica les dades a Wikidata |
|        | casa dels Cavallers Cardona   | Batea    | casa         | Estil: arquitectura popular | 41° 05′ 43″ N, 0° 18′ 36″ E / 41.095225°N,0.310054°E | bé integrant del patrimoni cultural català |                     | Modifica les dades a Wikidata |
|        | casa forta a Pinyeres         | Batea    | casa         |                             | 41° 07′ 34″ N, 0° 12′ 35″ E / 41.126008°N,0.20982°E  | bé cultural d'interès nacional             |                     | Modifica les dades a Wikidata |

## casa forta
| imatge | Nom                   | Ubicat a | instància de | Detalls | coordenades                                                                          | Protecció                                            | Commons (més fotos) | Dades a WD                    |
| ------ | --------------------- | -------- | ------------ | ------- | ------------------------------------------------------------------------------------ | ---------------------------------------------------- | ------------------- | ----------------------------- |
|        | La Torre del Castellà | Batea    | casa forta   |         | 41° 05′ 42″ N, 0° 18′ 30″ E / 41.095091°N,0.308325°E ca:Carrer de Ponent, 5 360 msnm | bé d'interès cultural bé cultural d'interès nacional |                     | Modifica les dades a Wikidata |
|        | Torre Martí           | Batea    | casa forta   |         | 41° 05′ 39″ N, 0° 18′ 50″ E / 41.0943°N,0.313985°E ca:Carrer de la Font, 38 354 msnm | bé d'interès cultural bé cultural d'interès nacional |                     | Modifica les dades a Wikidata |

## castell
| imatge | Nom              | Ubicat a | instància de | Detalls       | coordenades                                                             | Protecció                                            | Commons (més fotos) | Dades a WD                    |
| ------ | ---------------- | -------- | ------------ | ------------- | ----------------------------------------------------------------------- | ---------------------------------------------------- | ------------------- | ----------------------------- |
|        | Castell de Batea | Batea    | castell      |               | 41° 05′ 46″ N, 0° 18′ 39″ E / 41.096061°N,0.310735°E                    | bé d'interès cultural bé cultural d'interès nacional | Castell de Batea    | Modifica les dades a Wikidata |
|        | castell d'Algars | Batea    | castell      | Estat: ruïnós | 41° 05′ 31″ N, 0° 13′ 40″ E / 41.092053°N,0.227864°E ca:Algars 306 msnm | bé d'interès cultural bé cultural d'interès nacional | Castell d'Algars    | Modifica les dades a Wikidata |

## edifici
| imatge | Nom                                                | Ubicat a | instància de | Detalls                     | coordenades                                         | Protecció                                  | Commons (més fotos) | Dades a WD                    |
| ------ | -------------------------------------------------- | -------- | ------------ | --------------------------- | --------------------------------------------------- | ------------------------------------------ | ------------------- | ----------------------------- |
|        | Antic Fossar                                       | Batea    | edifici      | Estil: arquitectura popular |                                                     | bé integrant del patrimoni cultural català |                     | Modifica les dades a Wikidata |
|        | Espais històrics Batalla de l'Ebre: Fort de Blario | Batea    | edifici      | Estil: arquitectura popular | 41° 10′ 13″ N, 0° 34′ 51″ E / 41.170398°N,0.58094°E | bé cultural d'interès local                |                     | Modifica les dades a Wikidata |
|        | Fort d'en Blario                                   | Batea    | edifici      |                             |                                                     |                                            |                     | Modifica les dades a Wikidata |

## església
| imatge | Nom                            | Ubicat a | instància de     | Detalls                                         | coordenades                                                                               | Protecció                                  | Commons (més fotos)           | Dades a WD                    |
| ------ | ------------------------------ | -------- | ---------------- | ----------------------------------------------- | ----------------------------------------------------------------------------------------- | ------------------------------------------ | ----------------------------- | ----------------------------- |
|        | Ermita de Sant Roc             | Batea    | església ermita  | Estil: arquitectura popular                     | 41° 05′ 41″ N, 0° 18′ 42″ E / 41.094814°N,0.311639°E                                      | bé cultural d'interès local                |                               | Modifica les dades a Wikidata |
|        | Sant Francesc d'Assís de Batea | Batea    | església capella | Estil: arquitectura popular                     | 41° 05′ 30″ N, 0° 18′ 48″ E / 41.091656°N,0.313366°E                                      | bé integrant del patrimoni cultural català |                               | Modifica les dades a Wikidata |
|        | Sant Joan Baptista de Batea    | Batea    | església         | Estil: arquitectura popular                     | 41° 05′ 30″ N, 0° 18′ 47″ E / 41.091574°N,0.313086°E                                      | bé integrant del patrimoni cultural català | Sant Joan Baptista de Batea   | Modifica les dades a Wikidata |
|        | Sant Joan d'Algars             | Batea    | església         | Estil: arquitectura popular arquitectura gòtica | 41° 05′ 34″ N, 0° 13′ 39″ E / 41.09283°N,0.22749°E ca:Algars, al peu del castell 281 msnm | bé integrant del patrimoni cultural català | Sant Joan d'Algars            | Modifica les dades a Wikidata |
|        | Sant Josep de Batea            | Batea    | església capella | Estil: arquitectura popular                     | 41° 05′ 24″ N, 0° 18′ 54″ E / 41.090093°N,0.314973°E                                      | bé integrant del patrimoni cultural català |                               | Modifica les dades a Wikidata |
|        | Sant Miquel de Batea           | Batea    | església         | Estil: arquitectura barroca                     | 41° 05′ 46″ N, 0° 18′ 36″ E / 41.096108°N,0.309867°E                                      | bé cultural d'interès local                | Sant Miquel de Batea          | Modifica les dades a Wikidata |
|        | Santa Magdalena de Batea       | Batea    | església         | Estil: arquitectura popular                     | 41° 05′ 26″ N, 0° 18′ 50″ E / 41.090476°N,0.314009°E                                      | bé integrant del patrimoni cultural català | Santa Magdalena de Batea      | Modifica les dades a Wikidata |
|        | Santa Susanna de Batea         | Batea    | església capella | Estil: arquitectura barroca                     | 41° 05′ 26″ N, 0° 18′ 51″ E / 41.090689°N,0.314133°E                                      | bé integrant del patrimoni cultural català |                               | Modifica les dades a Wikidata |
|        | capella del Portal             | Batea    | església         | Estil: arquitectura barroca                     | 41° 05′ 42″ N, 0° 18′ 37″ E / 41.094905°N,0.310347°E                                      | bé cultural d'interès local                |                               | Modifica les dades a Wikidata |
|        | capella del Sant Sepulcre      | Batea    | església         | Estil: arquitectura barroca                     | 41° 05′ 24″ N, 0° 18′ 54″ E / 41.090058°N,0.314968°E                                      | bé integrant del patrimoni cultural català | Sant Sepulcre de Batea        | Modifica les dades a Wikidata |
|        | la Transfiguració de Pinyeres  | Batea    | església         | Estil: arquitectura gòtica                      | 41° 07′ 32″ N, 0° 12′ 35″ E / 41.12565°N,0.20966°E ca:Pinyeres, Batea 228 msnm            | bé integrant del patrimoni cultural català | La Transfiguració de Pinyeres | Modifica les dades a Wikidata |

## font
| imatge | Nom              | Ubicat a | instància de | Detalls                     | coordenades | Protecció                                  | Commons (més fotos) | Dades a WD                    |
| ------ | ---------------- | -------- | ------------ | --------------------------- | ----------- | ------------------------------------------ | ------------------- | ----------------------------- |
|        | Font de Llavar   | Batea    | font         | Estil: arquitectura popular |             | bé integrant del patrimoni cultural català |                     | Modifica les dades a Wikidata |
|        | Font de Tricoles | Batea    | font         | Estil: arquitectura popular |             | bé integrant del patrimoni cultural català |                     | Modifica les dades a Wikidata |

## granja
| imatge | Nom                              | Ubicat a | instància de | Detalls | coordenades                                                          | Protecció | Commons (més fotos) | Dades a WD                    |
| ------ | -------------------------------- | -------- | ------------ | ------- | -------------------------------------------------------------------- | --------- | ------------------- | ----------------------------- |
|        | Granges de Maniga                | Batea    | granja       |         | 41° 05′ 42″ N, 0° 19′ 09″ E / 41.0950007299608°N,0.319065091822376°E |           |                     | Modifica les dades a Wikidata |
|        | Granja d'en Manuel Granera       | Batea    | granja       |         | 41° 06′ 05″ N, 0° 18′ 24″ E / 41.1013154418556°N,0.306758405578046°E |           |                     | Modifica les dades a Wikidata |
|        | Granja de Canalda                | Batea    | granja       |         | 41° 07′ 34″ N, 0° 17′ 23″ E / 41.1259724165729°N,0.289729068120861°E |           |                     | Modifica les dades a Wikidata |
|        | Granja de Gorra                  | Batea    | granja       |         | 41° 05′ 41″ N, 0° 19′ 32″ E / 41.0948286560378°N,0.325608313072391°E |           |                     | Modifica les dades a Wikidata |
|        | Granja de Jardí                  | Batea    | granja       |         | 41° 06′ 01″ N, 0° 18′ 32″ E / 41.100368385042°N,0.309011762118604°E  |           |                     | Modifica les dades a Wikidata |
|        | Granja de Joaquim de les Dientes | Batea    | granja       |         | 41° 05′ 54″ N, 0° 18′ 26″ E / 41.0984711088251°N,0.307219961932223°E |           |                     | Modifica les dades a Wikidata |
|        | Granja de Martínez               | Batea    | granja       |         | 41° 06′ 01″ N, 0° 18′ 27″ E / 41.1002180380408°N,0.30758910632031°E  |           |                     | Modifica les dades a Wikidata |
|        | Granja de Miquel de la Moia      | Batea    | granja       |         | 41° 06′ 02″ N, 0° 18′ 26″ E / 41.1005549591657°N,0.30736101645296°E  |           |                     | Modifica les dades a Wikidata |
|        | Granja de Pepe                   | Batea    | granja       |         | 41° 05′ 47″ N, 0° 18′ 55″ E / 41.0964180659636°N,0.315340387523299°E |           |                     | Modifica les dades a Wikidata |
|        | Granja de Pere el Sec            | Batea    | granja       |         | 41° 05′ 10″ N, 0° 18′ 58″ E / 41.0859780988454°N,0.316063245777892°E |           |                     | Modifica les dades a Wikidata |
|        | Granja de Tocaines               | Batea    | granja       |         | 41° 07′ 19″ N, 0° 17′ 36″ E / 41.1218897864841°N,0.293446501451437°E |           |                     | Modifica les dades a Wikidata |

## masia
| imatge | Nom                        | Ubicat a | instància de | Detalls                                  | coordenades                                                                                                | Protecció                                  | Commons (més fotos) | Dades a WD                    |
| ------ | -------------------------- | -------- | ------------ | ---------------------------------------- | --- | ------------------------------------------ | ------------------- | ----------------------------- |
|        | Caseta de Rafel            | Batea    | masia        |                                          | 41° 05′ 41″ N, 0° 19′ 32″ E / 41.0947468428791°N,0.325575916507209°E                                       |                                            |                     | Modifica les dades a Wikidata |
|        | Mas Blanc                  | Batea    | masia        |                                          | 41° 07′ 03″ N, 0° 20′ 30″ E / 41.117430015523°N,0.34157752232478°E                                         |                                            |                     | Modifica les dades a Wikidata |
|        | Mas Nou                    | Batea    | masia        | Estil: arquitectura popular 18th century | 41° 06′ 33″ N, 0° 12′ 43″ E / 41.109081°N,0.211866°E 238 msnm                                              | bé integrant del patrimoni cultural català | Mas Nou (Batea)     | Modifica les dades a Wikidata |
|        | Mas Nou del Primo          | Batea    | masia        |                                          | 41° 06′ 11″ N, 0° 12′ 36″ E / 41.1031273409207°N,0.209998677894487°E                                       |                                            |                     | Modifica les dades a Wikidata |
|        | Mas Roig                   | Batea    | masia        |                                          | 41° 08′ 50″ N, 0° 17′ 32″ E / 41.1473585132264°N,0.292208062510857°E                                       |                                            |                     | Modifica les dades a Wikidata |
|        | Mas d'Aiguafreda           | Batea    | masia        |                                          | 41° 06′ 06″ N, 0° 15′ 28″ E / 41.1016972149584°N,0.257686479733862°E                                       |                                            |                     | Modifica les dades a Wikidata |
|        | Mas d'Alabart              | Batea    | masia        |                                          | 41° 07′ 53″ N, 0° 14′ 02″ E / 41.131417128848°N,0.233886635259792°E                                        |                                            |                     | Modifica les dades a Wikidata |
|        | Mas d'Algars               | Batea    | masia        |                                          | 41° 05′ 42″ N, 0° 13′ 28″ E / 41.0949404523607°N,0.224536795587685°E                                       |                                            |                     | Modifica les dades a Wikidata |
|        | Mas d'Antolín              | Batea    | masia        |                                          | 41° 07′ 03″ N, 0° 16′ 37″ E / 41.1173832262829°N,0.276886698391855°E                                       |                                            |                     | Modifica les dades a Wikidata |
|        | Mas d'Espua                | Batea    | masia        |                                          | 41° 03′ 20″ N, 0° 20′ 48″ E / 41.0555138194468°N,0.346620863213135°E                                       |                                            |                     | Modifica les dades a Wikidata |
|        | Mas d'Ulldemolins          | Batea    | masia        |                                          | 41° 06′ 55″ N, 0° 21′ 30″ E / 41.115298926453°N,0.358290175153869°E                                        |                                            |                     | Modifica les dades a Wikidata |
|        | Mas d'en Josep Domènec     | Batea    | masia        |                                          | 41° 07′ 36″ N, 0° 20′ 19″ E / 41.1265615623006°N,0.338529723220801°E                                       |                                            |                     | Modifica les dades a Wikidata |
|        | Mas de Barbico             | Batea    | masia        |                                          | 41° 03′ 42″ N, 0° 18′ 01″ E / 41.0618015201665°N,0.300161408671201°E                                       |                                            |                     | Modifica les dades a Wikidata |
|        | Mas de Barcelona           | Batea    | masia        |                                          | 41° 06′ 46″ N, 0° 13′ 22″ E / 41.1127821946153°N,0.222653585532257°E                                       |                                            |                     | Modifica les dades a Wikidata |
|        | Mas de Barraca             | Batea    | masia        |                                          | 41° 03′ 36″ N, 0° 18′ 30″ E / 41.0600038370057°N,0.308397937408385°E                                       |                                            |                     | Modifica les dades a Wikidata |
|        | Mas de Barreter            | Batea    | masia        |                                          | 41° 07′ 06″ N, 0° 19′ 32″ E / 41.1182450803222°N,0.325562528066251°E                                       |                                            |                     | Modifica les dades a Wikidata |
|        | Mas de Belga               | Batea    | masia        |                                          | 41° 03′ 42″ N, 0° 17′ 40″ E / 41.0615571015023°N,0.294352490923024°E                                       |                                            |                     | Modifica les dades a Wikidata |
|        | Mas de Beturià             | Batea    | masia        |                                          | 41° 09′ 22″ N, 0° 18′ 00″ E / 41.1560185332618°N,0.300074003687935°E                                       |                                            |                     | Modifica les dades a Wikidata |
|        | Mas de Boniquet            | Batea    | masia        |                                          | 41° 05′ 57″ N, 0° 20′ 44″ E / 41.0992373084715°N,0.345646599680599°E                                       |                                            |                     | Modifica les dades a Wikidata |
|        | Mas de Braulio             | Batea    | masia        |                                          | 41° 08′ 02″ N, 0° 20′ 00″ E / 41.1338160306517°N,0.333256800288401°E                                       |                                            |                     | Modifica les dades a Wikidata |
|        | Mas de Buesso              | Batea    | masia        |                                          | 41° 08′ 12″ N, 0° 16′ 55″ E / 41.1367027890925°N,0.281853258310036°E                                       |                                            |                     | Modifica les dades a Wikidata |
|        | Mas de Ca Blanquer         | Batea    | masia        |                                          | 41° 07′ 40″ N, 0° 20′ 18″ E / 41.1279006584333°N,0.338404105048983°E                                       |                                            |                     | Modifica les dades a Wikidata |
|        | Mas de Ca Soldado          | Batea    | masia        |                                          | 41° 08′ 11″ N, 0° 16′ 55″ E / 41.1363248786264°N,0.281868870405339°E                                       |                                            |                     | Modifica les dades a Wikidata |
|        | Mas de Cal Sardina         | Batea    | masia        |                                          | 41° 08′ 35″ N, 0° 17′ 55″ E / 41.1431863233758°N,0.298634879096653°E                                       |                                            |                     | Modifica les dades a Wikidata |
|        | Mas de Camil·lo            | Batea    | masia        |                                          | 41° 02′ 58″ N, 0° 19′ 25″ E / 41.0494262668346°N,0.323701191534941°E                                       |                                            |                     | Modifica les dades a Wikidata |
|        | Mas de Canyisser           | Batea    | masia        |                                          | 41° 08′ 27″ N, 0° 17′ 48″ E / 41.1408915630873°N,0.296799042529099°E                                       |                                            |                     | Modifica les dades a Wikidata |
|        | Mas de Capblanc            | Batea    | masia        |                                          | 41° 07′ 39″ N, 0° 20′ 10″ E / 41.1273891722574°N,0.336149672705077°E                                       |                                            |                     | Modifica les dades a Wikidata |
|        | Mas de Capdefusta          | Batea    | masia        |                                          | 41° 07′ 22″ N, 0° 13′ 28″ E / 41.1227693327061°N,0.224471441531343°E                                       |                                            |                     | Modifica les dades a Wikidata |
|        | Mas de Carmen Sabater      | Batea    | masia        |                                          | 41° 07′ 00″ N, 0° 16′ 25″ E / 41.1167383583559°N,0.273614413242658°E                                       |                                            |                     | Modifica les dades a Wikidata |
|        | Mas de Casa Campos         | Batea    | masia        |                                          | 41° 06′ 43″ N, 0° 18′ 47″ E / 41.1119083712375°N,0.312970319776404°E                                       |                                            |                     | Modifica les dades a Wikidata |
|        | Mas de Cassoleta           | Batea    | masia        |                                          | 41° 03′ 43″ N, 0° 21′ 17″ E / 41.0620033961778°N,0.354654020489368°E                                       |                                            |                     | Modifica les dades a Wikidata |
|        | Mas de Castelló            | Batea    | masia        |                                          | 41° 08′ 18″ N, 0° 16′ 50″ E / 41.1383997381853°N,0.280484576800678°E                                       |                                            |                     | Modifica les dades a Wikidata |
|        | Mas de Catatxi             | Batea    | masia        |                                          | 41° 07′ 45″ N, 0° 19′ 00″ E / 41.129168288643°N,0.316577868405125°E                                        |                                            |                     | Modifica les dades a Wikidata |
|        | Mas de Catatxí             | Batea    | masia        |                                          | 41° 05′ 46″ N, 0° 16′ 01″ E / 41.0961361581151°N,0.266990194710539°E                                       |                                            |                     | Modifica les dades a Wikidata |
|        | Mas de Celso de Rams       | Batea    | masia        |                                          | 41° 07′ 27″ N, 0° 12′ 39″ E / 41.1243045235783°N,0.21085212479798°E                                        |                                            |                     | Modifica les dades a Wikidata |
|        | Mas de Contelles           | Batea    | masia        |                                          | 41° 07′ 35″ N, 0° 19′ 34″ E / 41.1265245148866°N,0.326048033920735°E                                       |                                            |                     | Modifica les dades a Wikidata |
|        | Mas de Cota                | Batea    | masia        |                                          | 41° 05′ 41″ N, 0° 22′ 11″ E / 41.094694205454°N,0.36981960776535°E                                         |                                            |                     | Modifica les dades a Wikidata |
|        | Mas de Coveta              | Batea    | masia        |                                          | 41° 08′ 11″ N, 0° 18′ 10″ E / 41.1362583080805°N,0.30277919947794°E                                        |                                            |                     | Modifica les dades a Wikidata |
|        | Mas de Dalla               | Batea    | masia        |                                          | 41° 07′ 05″ N, 0° 17′ 47″ E / 41.118176664165°N,0.29629016819286°E                                         |                                            |                     | Modifica les dades a Wikidata |
|        | Mas de Deseno              | Batea    | masia        |                                          | 41° 06′ 12″ N, 0° 13′ 47″ E / 41.1034242117373°N,0.229751891514472°E                                       |                                            |                     | Modifica les dades a Wikidata |
|        | Mas de Diego               | Batea    | masia        |                                          | 41° 03′ 42″ N, 0° 21′ 03″ E / 41.061804850915°N,0.35096008528768°E                                         |                                            |                     | Modifica les dades a Wikidata |
|        | Mas de Fabià               | Batea    | masia        |                                          | 41° 05′ 26″ N, 0° 15′ 20″ E / 41.0906416089128°N,0.255610847323703°E                                       |                                            |                     | Modifica les dades a Wikidata |
|        | Mas de Farol               | Batea    | masia        |                                          | 41° 07′ 01″ N, 0° 14′ 30″ E / 41.1169511240928°N,0.241711685175545°E                                       |                                            |                     | Modifica les dades a Wikidata |
|        | Mas de Fernando            | Batea    | masia        |                                          | 41° 07′ 43″ N, 0° 19′ 31″ E / 41.128720380468°N,0.325196465597306°E                                        |                                            |                     | Modifica les dades a Wikidata |
|        | Mas de Ferrer              | Batea    | masia        |                                          | 41° 07′ 02″ N, 0° 17′ 58″ E / 41.1171942181548°N,0.299451465730598°E                                       |                                            |                     | Modifica les dades a Wikidata |
|        | Mas de Ferrers             | Batea    | masia        |                                          | 41° 05′ 15″ N, 0° 20′ 11″ E / 41.0874393370776°N,0.336324472702887°E                                       |                                            |                     | Modifica les dades a Wikidata |
|        | Mas de Filo                | Batea    | masia        |                                          | 41° 08′ 51″ N, 0° 16′ 34″ E / 41.147420557664°N,0.27602426168968°E                                         |                                            |                     | Modifica les dades a Wikidata |
|        | Mas de Fonoll              | Batea    | masia        |                                          | 41° 03′ 10″ N, 0° 20′ 26″ E / 41.0527374330868°N,0.340664463634342°E                                       |                                            |                     | Modifica les dades a Wikidata |
|        | Mas de Fracanes            | Batea    | masia        |                                          | 41° 07′ 33″ N, 0° 16′ 37″ E / 41.125825983572°N,0.27691816326893°E                                         |                                            |                     | Modifica les dades a Wikidata |
|        | Mas de Franxet             | Batea    | masia        |                                          | 41° 05′ 36″ N, 0° 16′ 16″ E / 41.093265022631°N,0.27112103943318°E                                         |                                            |                     | Modifica les dades a Wikidata |
|        | Mas de Gargalls            | Batea    | masia        |                                          | 41° 06′ 14″ N, 0° 14′ 16″ E / 41.1038510695064°N,0.237771297871128°E                                       |                                            |                     | Modifica les dades a Wikidata |
|        | Mas de Garrafa             | Batea    | masia        |                                          | 41° 03′ 12″ N, 0° 20′ 13″ E / 41.053201458598°N,0.336969227147087°E                                        |                                            |                     | Modifica les dades a Wikidata |
|        | Mas de Ges de Rams         | Batea    | masia        |                                          | 41° 03′ 23″ N, 0° 21′ 24″ E / 41.0563114592663°N,0.356631340773002°E                                       |                                            |                     | Modifica les dades a Wikidata |
|        | Mas de Gil                 | Batea    | masia        |                                          | 41° 05′ 20″ N, 0° 14′ 30″ E / 41.088957428276°N,0.24153836929662°E                                         |                                            |                     | Modifica les dades a Wikidata |
|        | Mas de Gravera             | Batea    | masia        |                                          | 41° 07′ 13″ N, 0° 13′ 39″ E / 41.1202907146726°N,0.227386744303318°E                                       |                                            |                     | Modifica les dades a Wikidata |
|        | Mas de Jaumico             | Batea    | masia        |                                          | 41° 06′ 25″ N, 0° 20′ 21″ E / 41.1068527645131°N,0.339219077844567°E                                       |                                            |                     | Modifica les dades a Wikidata |
|        | Mas de Joaquim Cutrona     | Batea    | masia        |                                          | 41° 08′ 59″ N, 0° 19′ 33″ E / 41.1496389106547°N,0.32579957536829°E                                        |                                            |                     | Modifica les dades a Wikidata |
|        | Mas de Josep Maria Martí   | Batea    | masia        |                                          | 41° 04′ 34″ N, 0° 21′ 19″ E / 41.0759974913257°N,0.355330529124091°E                                       |                                            |                     | Modifica les dades a Wikidata |
|        | Mas de Manolo              | Batea    | masia        |                                          | 41° 05′ 05″ N, 0° 19′ 34″ E / 41.084650780019°N,0.32623469324375°E                                         |                                            |                     | Modifica les dades a Wikidata |
|        | Mas de Manuel Albesa       | Batea    | masia        |                                          | 41° 06′ 19″ N, 0° 17′ 49″ E / 41.10514999634°N,0.297051791996368°E                                         |                                            |                     | Modifica les dades a Wikidata |
|        | Mas de Manuel de Cordero   | Batea    | masia        |                                          | 41° 07′ 34″ N, 0° 17′ 26″ E / 41.126079203153°N,0.290439349102277°E                                        |                                            |                     | Modifica les dades a Wikidata |
|        | Mas de Martinetes          | Batea    | masia        |                                          | 41° 07′ 14″ N, 0° 12′ 27″ E / 41.1205319630578°N,0.207558015000447°E                                       |                                            |                     | Modifica les dades a Wikidata |
|        | Mas de Martínez Alabart    | Batea    | masia        |                                          | 41° 04′ 04″ N, 0° 20′ 06″ E / 41.0678298558056°N,0.335081508056655°E                                       |                                            |                     | Modifica les dades a Wikidata |
|        | Mas de Mascarós            | Batea    | masia        |                                          | 41° 07′ 54″ N, 0° 13′ 25″ E / 41.1315364922855°N,0.223506084563836°E                                       |                                            |                     | Modifica les dades a Wikidata |
|        | Mas de Mateo               | Batea    | masia        |                                          | 41° 07′ 56″ N, 0° 17′ 25″ E / 41.1322905850291°N,0.290302736307742°E                                       |                                            |                     | Modifica les dades a Wikidata |
|        | Mas de Miquel Bes          | Batea    | masia        |                                          | 41° 08′ 55″ N, 0° 16′ 47″ E / 41.1486212868328°N,0.279680664423822°E                                       |                                            |                     | Modifica les dades a Wikidata |
|        | Mas de Mirano              | Batea    | masia        |                                          | 41° 02′ 53″ N, 0° 21′ 27″ E / 41.0479747130461°N,0.357571999479538°E                                       |                                            |                     | Modifica les dades a Wikidata |
|        | Mas de Moix                | Batea    | masia        |                                          | 41° 03′ 20″ N, 0° 18′ 09″ E / 41.0554880339909°N,0.30247819368353°E                                        |                                            |                     | Modifica les dades a Wikidata |
|        | Mas de Monca               | Batea    | masia        |                                          | 41° 07′ 33″ N, 0° 17′ 55″ E / 41.1258132691965°N,0.298669065359629°E                                       |                                            |                     | Modifica les dades a Wikidata |
|        | Mas de Mossèn Ferrer       | Batea    | masia        |                                          | 41° 05′ 46″ N, 0° 22′ 47″ E / 41.096226275134°N,0.379735687450414°E                                        |                                            |                     | Modifica les dades a Wikidata |
|        | Mas de Mossèn Pere         | Batea    | masia        |                                          | 41° 07′ 37″ N, 0° 15′ 33″ E / 41.1270588879199°N,0.259155262544792°E                                       |                                            |                     | Modifica les dades a Wikidata |
|        | Mas de Pa Soldado          | Batea    | masia        |                                          | 41° 03′ 20″ N, 0° 19′ 04″ E / 41.055635389336°N,0.31789198809893°E                                         |                                            |                     | Modifica les dades a Wikidata |
|        | Mas de Pallissa            | Batea    | masia        |                                          | 41° 04′ 17″ N, 0° 17′ 32″ E / 41.0714945931723°N,0.292183414768277°E                                       |                                            |                     | Modifica les dades a Wikidata |
|        | Mas de Panyero             | Batea    | masia        |                                          | 41° 09′ 34″ N, 0° 19′ 36″ E / 41.159418186537°N,0.3267713724204°E                                          |                                            |                     | Modifica les dades a Wikidata |
|        | Mas de Pau                 | Batea    | masia        |                                          | 41° 09′ 59″ N, 0° 19′ 20″ E / 41.1665083793671°N,0.322312451015516°E                                       |                                            |                     | Modifica les dades a Wikidata |
|        | Mas de Pepo                | Batea    | masia        |                                          | 41° 03′ 10″ N, 0° 20′ 05″ E / 41.0526962638565°N,0.334598098539232°E                                       |                                            |                     | Modifica les dades a Wikidata |
|        | Mas de Pereira             | Batea    | masia        |                                          | 41° 03′ 38″ N, 0° 21′ 37″ E / 41.0605129673889°N,0.360354156169297°E                                       |                                            |                     | Modifica les dades a Wikidata |
|        | Mas de Peris               | Batea    | masia        |                                          | 41° 06′ 51″ N, 0° 17′ 31″ E / 41.1140727233904°N,0.291945732090877°E                                       |                                            |                     | Modifica les dades a Wikidata |
|        | Mas de Perval              | Batea    | masia        |                                          | 41° 08′ 32″ N, 0° 17′ 22″ E / 41.142330984615°N,0.28934056653885°E                                         |                                            |                     | Modifica les dades a Wikidata |
|        | Mas de Pesteta             | Batea    | masia        |                                          | 41° 03′ 38″ N, 0° 19′ 14″ E / 41.0606746521888°N,0.320555654126224°E                                       |                                            |                     | Modifica les dades a Wikidata |
|        | Mas de Ponç                | Batea    | masia        |                                          | 41° 06′ 57″ N, 0° 14′ 42″ E / 41.1157143937534°N,0.244979022046244°E                                       |                                            |                     | Modifica les dades a Wikidata |
|        | Mas de Putxo               | Batea    | masia        |                                          | 41° 04′ 27″ N, 0° 14′ 17″ E / 41.0741895427118°N,0.238038251274557°E                                       |                                            |                     | Modifica les dades a Wikidata |
|        | Mas de Quatrines           | Batea    | masia        |                                          | 41° 08′ 53″ N, 0° 17′ 55″ E / 41.147953558131°N,0.29864096995433°E                                         |                                            |                     | Modifica les dades a Wikidata |
|        | Mas de Quimet              | Batea    | masia        |                                          | 41° 08′ 09″ N, 0° 17′ 24″ E / 41.1357429902055°N,0.290041433725841°E                                       |                                            |                     | Modifica les dades a Wikidata |
|        | Mas de Rafel               | Batea    | masia        |                                          | 41° 03′ 37″ N, 0° 19′ 23″ E / 41.0601767540354°N,0.323158048736225°E                                       |                                            |                     | Modifica les dades a Wikidata |
|        | Mas de Rams                | Batea    | masia        |                                          | 41° 08′ 40″ N, 0° 15′ 43″ E / 41.144382356377°N,0.26185271393768°E                                         |                                            |                     | Modifica les dades a Wikidata |
|        | Mas de Raspa               | Batea    | masia        |                                          | 41° 07′ 41″ N, 0° 19′ 05″ E / 41.1281065658983°N,0.318169678159429°E                                       |                                            |                     | Modifica les dades a Wikidata |
|        | Mas de Ratales             | Batea    | masia        |                                          | 41° 07′ 27″ N, 0° 13′ 10″ E / 41.1242255832348°N,0.21950275706911°E                                        |                                            |                     | Modifica les dades a Wikidata |
|        | Mas de Riello              | Batea    | masia        |                                          | 41° 05′ 22″ N, 0° 21′ 14″ E / 41.0894032919775°N,0.353923627537605°E                                       |                                            |                     | Modifica les dades a Wikidata |
|        | Mas de Riguell             | Batea    | masia        |                                          | 41° 03′ 21″ N, 0° 20′ 41″ E / 41.0557309358281°N,0.344708349529593°E                                       |                                            |                     | Modifica les dades a Wikidata |
|        | Mas de Roqueta             | Batea    | masia        |                                          | 41° 05′ 54″ N, 0° 16′ 23″ E / 41.0982086321178°N,0.27310736993571°E                                        |                                            |                     | Modifica les dades a Wikidata |
|        | Mas de Rufo                | Batea    | masia        |                                          | 41° 06′ 55″ N, 0° 19′ 24″ E / 41.1151972435248°N,0.323471178514314°E                                       |                                            |                     | Modifica les dades a Wikidata |
|        | Mas de Santa Càndia        | Batea    | masia        | Estil: arquitectura popular              | 41° 06′ 37″ N, 0° 12′ 30″ E / 41.1103138889°N,0.208236111111°E                                             | bé integrant del patrimoni cultural català |                     | Modifica les dades a Wikidata |
|        | Mas de Sanxo               | Batea    | masia        |                                          | 41° 06′ 47″ N, 0° 18′ 24″ E / 41.1129256803717°N,0.306783794677218°E                                       |                                            |                     | Modifica les dades a Wikidata |
|        | Mas de Satué               | Batea    | masia        |                                          | 41° 03′ 41″ N, 0° 21′ 45″ E / 41.0613625999105°N,0.362450205602325°E                                       |                                            |                     | Modifica les dades a Wikidata |
|        | Mas de Sellens             | Batea    | masia        |                                          | 41° 07′ 24″ N, 0° 15′ 09″ E / 41.1233802454909°N,0.252566945480465°E                                       |                                            |                     | Modifica les dades a Wikidata |
|        | Mas de Seniero             | Batea    | masia        |                                          | 41° 06′ 47″ N, 0° 20′ 30″ E / 41.112930888029°N,0.34175915995595°E                                         |                                            |                     | Modifica les dades a Wikidata |
|        | Mas de Sequet              | Batea    | masia        |                                          | 41° 08′ 21″ N, 0° 19′ 19″ E / 41.1392456613578°N,0.321945040852804°E                                       |                                            |                     | Modifica les dades a Wikidata |
|        | Mas de Soler               | Batea    | masia        |                                          | 41° 05′ 50″ N, 0° 17′ 20″ E / 41.0972575669976°N,0.288898460337958°E                                       |                                            |                     | Modifica les dades a Wikidata |
|        | Mas de Sunyer              | Batea    | masia        |                                          | 41° 09′ 29″ N, 0° 18′ 37″ E / 41.1580291820456°N,0.310168655927011°E                                       |                                            |                     | Modifica les dades a Wikidata |
|        | Mas de Vaquer              | Batea    | masia        |                                          | 41° 07′ 09″ N, 0° 17′ 37″ E / 41.1191102497843°N,0.293596501487106°E                                       |                                            |                     | Modifica les dades a Wikidata |
|        | Mas de Veturià             | Batea    | masia        |                                          | 41° 07′ 37″ N, 0° 17′ 16″ E / 41.126836366828°N,0.28778766295566°E                                         |                                            |                     | Modifica les dades a Wikidata |
|        | Mas de Victoriana          | Batea    | masia        |                                          | 41° 07′ 35″ N, 0° 17′ 21″ E / 41.1264721304426°N,0.289148656903512°E                                       |                                            |                     | Modifica les dades a Wikidata |
|        | Mas de Vilagrassa          | Batea    | masia        |                                          | 41° 03′ 25″ N, 0° 20′ 14″ E / 41.0570064816898°N,0.337148833374261°E                                       |                                            |                     | Modifica les dades a Wikidata |
|        | Mas de Villagrassa         | Batea    | masia        |                                          | 41° 06′ 28″ N, 0° 18′ 35″ E / 41.107685675919°N,0.30981953649041°E                                         |                                            |                     | Modifica les dades a Wikidata |
|        | Mas de Xala                | Batea    | masia        |                                          | 41° 07′ 45″ N, 0° 14′ 16″ E / 41.1290713784644°N,0.237844645237108°E                                       |                                            |                     | Modifica les dades a Wikidata |
|        | Mas de Xaleta              | Batea    | masia        |                                          | 41° 02′ 40″ N, 0° 20′ 48″ E / 41.0444876278092°N,0.346540658805528°E                                       |                                            |                     | Modifica les dades a Wikidata |
|        | Mas de Xapi                | Batea    | masia        |                                          | 41° 06′ 40″ N, 0° 18′ 48″ E / 41.1111164216858°N,0.313383708602428°E                                       |                                            |                     | Modifica les dades a Wikidata |
|        | Mas de Xupota              | Batea    | masia        |                                          | 41° 06′ 10″ N, 0° 13′ 56″ E / 41.1026466616134°N,0.232249335182818°E                                       |                                            |                     | Modifica les dades a Wikidata |
|        | Mas de l'Alcalde de Maella | Batea    | masia        |                                          | 41° 06′ 44″ N, 0° 12′ 45″ E / 41.1122603159219°N,0.212612746376811°E                                       |                                            |                     | Modifica les dades a Wikidata |
|        | Mas de l'Auto              | Batea    | masia        |                                          | 41° 05′ 39″ N, 0° 21′ 07″ E / 41.094253739541°N,0.35203714453668°E                                         |                                            |                     | Modifica les dades a Wikidata |
|        | Mas de l'Estagüit          | Batea    | masia        |                                          | 41° 04′ 32″ N, 0° 13′ 50″ E / 41.0755670617656°N,0.230517946288803°E                                       |                                            |                     | Modifica les dades a Wikidata |
|        | Mas de l'Estudiant         | Batea    | masia        |                                          | 41° 05′ 07″ N, 0° 12′ 17″ E / 41.085369083185°N,0.20478701424428°E                                         |                                            |                     | Modifica les dades a Wikidata |
|        | Mas de la Cova             | Batea    | masia        | Estil: arquitectura popular              | 40° 44′ 43″ N, 0° 08′ 57″ E / 40.745277252503605°N,0.1493021095042544°E                                    | bé integrant del patrimoni cultural català |                     | Modifica les dades a Wikidata |
|        | Mas de la Francesca        | Batea    | masia        |                                          | 41° 07′ 37″ N, 0° 19′ 59″ E / 41.1269508118087°N,0.333165711236905°E                                       |                                            |                     | Modifica les dades a Wikidata |
|        | Mas del Barber             | Batea    | masia        |                                          | 41° 06′ 51″ N, 0° 15′ 54″ E / 41.1140922479052°N,0.264958878146977°E                                       |                                            |                     | Modifica les dades a Wikidata |
|        | Mas del Capbuit            | Batea    | masia        |                                          | 41° 07′ 30″ N, 0° 15′ 08″ E / 41.1248928989523°N,0.252170298700749°E                                       |                                            |                     | Modifica les dades a Wikidata |
|        | Mas del Capità             | Batea    | masia        |                                          | 41° 07′ 52″ N, 0° 16′ 06″ E / 41.131027261571°N,0.26836450574203°E                                         |                                            |                     | Modifica les dades a Wikidata |
|        | Mas del Cobero             | Batea    | masia        |                                          | 41° 06′ 18″ N, 0° 12′ 43″ E / 41.1048925242976°N,0.211852900732837°E                                       |                                            |                     | Modifica les dades a Wikidata |
|        | Mas del Dimoni             | Batea    | masia        |                                          | 41° 03′ 33″ N, 0° 19′ 46″ E / 41.0591766695359°N,0.329350532598453°E                                       |                                            |                     | Modifica les dades a Wikidata |
|        | Mas del Faverol            | Batea    | masia        |                                          | 41° 03′ 16″ N, 0° 19′ 25″ E / 41.0544664255874°N,0.323544381862025°E                                       |                                            |                     | Modifica les dades a Wikidata |
|        | Mas del Gandesol           | Batea    | masia        |                                          | 41° 03′ 43″ N, 0° 20′ 49″ E / 41.0619186186139°N,0.347053466810277°E                                       |                                            |                     | Modifica les dades a Wikidata |
|        | Mas del Gandesà            | Batea    | masia        |                                          | 41° 05′ 52″ N, 0° 13′ 41″ E / 41.097640710176°N,0.22807828920801°E                                         |                                            |                     | Modifica les dades a Wikidata |
|        | Mas del Guixaire           | Batea    | masia        |                                          | 41° 06′ 00″ N, 0° 12′ 54″ E / 41.100024166173°N,0.21488099476055°E                                         |                                            |                     | Modifica les dades a Wikidata |
|        | Mas del Llarg              | Batea    | masia        |                                          | 41° 06′ 18″ N, 0° 18′ 19″ E / 41.104874984793°N,0.30517138532184°E                                         |                                            |                     | Modifica les dades a Wikidata |
|        | Mas del Maellà             | Batea    | masia        |                                          | 41° 04′ 34″ N, 0° 13′ 36″ E / 41.075989564033°N,0.22660832189778°E                                         |                                            |                     | Modifica les dades a Wikidata |
|        | Mas del Mesurador          | Batea    | masia        |                                          | 41° 06′ 59″ N, 0° 19′ 04″ E / 41.1162635801178°N,0.317818429017272°E                                       |                                            |                     | Modifica les dades a Wikidata |
|        | Mas del Mitxano            | Batea    | masia        |                                          | 41° 07′ 16″ N, 0° 14′ 30″ E / 41.1211499892446°N,0.24178587727517°E                                        |                                            |                     | Modifica les dades a Wikidata |
|        | Mas del Moliner            | Batea    | masia        |                                          | 41° 03′ 31″ N, 0° 18′ 42″ E / 41.0585013532727°N,0.311552997711456°E                                       |                                            |                     | Modifica les dades a Wikidata |
|        | Mas del Moreno             | Batea    | masia        |                                          | 41° 07′ 42″ N, 0° 20′ 24″ E / 41.128200412309°N,0.33995137107374°E                                         |                                            |                     | Modifica les dades a Wikidata |
|        | Mas del Moro               | Batea    | masia        | Estil: arquitectura popular              | 41° 04′ 51″ N, 0° 14′ 03″ E / 41.0807194444°N,0.234208333333°E                                             | bé integrant del patrimoni cultural català |                     | Modifica les dades a Wikidata |
|        | Mas del Negre              | Batea    | masia        | Estil: arquitectura popular              | 41° 05′ 27″ N, 0° 13′ 14″ E / 41.090812°N,0.220534°E                                                       | bé integrant del patrimoni cultural català |                     | Modifica les dades a Wikidata |
|        | Mas del Pescater           | Batea    | masia        |                                          | 41° 07′ 24″ N, 0° 17′ 24″ E / 41.1232319647104°N,0.290008653564372°E                                       |                                            |                     | Modifica les dades a Wikidata |
|        | Mas del Pollo              | Batea    | masia        |                                          | 41° 05′ 03″ N, 0° 15′ 17″ E / 41.084223725134°N,0.254640085811103°E                                        |                                            |                     | Modifica les dades a Wikidata |
|        | Mas del Pàjaro             | Batea    | masia        |                                          | 41° 07′ 38″ N, 0° 19′ 12″ E / 41.1273056333105°N,0.320131986123718°E                                       |                                            |                     | Modifica les dades a Wikidata |
|        | Mas del Rellotge           | Batea    | masia        |                                          | 41° 05′ 07″ N, 0° 14′ 37″ E / 41.0851416085607°N,0.24367413846231°E                                        |                                            |                     | Modifica les dades a Wikidata |
|        | Mas del Tarroner           | Batea    | masia        |                                          | 41° 07′ 22″ N, 0° 16′ 27″ E / 41.122803°N,0.274178°E                                                       |                                            |                     | Modifica les dades a Wikidata |
|        | Mas del Tarroner           | Batea    | masia        |                                          | 41° 08′ 18″ N, 0° 16′ 14″ E / 41.138281874267°N,0.27044598617809°E                                         |                                            |                     | Modifica les dades a Wikidata |
|        | Mas del Torrat             | Batea    | masia        |                                          | 41° 06′ 34″ N, 0° 21′ 31″ E / 41.10935039184°N,0.358504967302652°E                                         |                                            |                     | Modifica les dades a Wikidata |
|        | Mas del Vinya              | Batea    | masia        |                                          | 41° 02′ 54″ N, 0° 21′ 14″ E / 41.0482751348356°N,0.353788524428872°E                                       |                                            |                     | Modifica les dades a Wikidata |
|        | Mas del Xoval              | Batea    | masia        |                                          | 41° 06′ 02″ N, 0° 13′ 11″ E / 41.100443243608°N,0.219673319733877°E                                        |                                            |                     | Modifica les dades a Wikidata |
|        | Mas del Xut                | Batea    | masia        |                                          | 41° 04′ 35″ N, 0° 19′ 01″ E / 41.076331144071°N,0.31705031292353°E                                         |                                            |                     | Modifica les dades a Wikidata |
|        | Maset d'Aiguafreda         | Batea    | masia        |                                          | 41° 04′ 20″ N, 0° 14′ 44″ E / 41.0721912498352°N,0.245607978743264°E                                       |                                            |                     | Modifica les dades a Wikidata |
|        | Maset de Gil               | Batea    | masia        |                                          | 41° 05′ 16″ N, 0° 14′ 16″ E / 41.08779379581°N,0.237837256404124°E                                         |                                            |                     | Modifica les dades a Wikidata |
|        | Maset de Rams              | Batea    | masia        |                                          | 41° 05′ 16″ N, 0° 12′ 52″ E / 41.0877018485061°N,0.214580178910799°E                                       |                                            |                     | Modifica les dades a Wikidata |
|        | Maset de Raspa             | Batea    | masia        |                                          | 41° 06′ 12″ N, 0° 14′ 37″ E / 41.103361501924°N,0.243650129551293°E                                        |                                            |                     | Modifica les dades a Wikidata |
|        | Maset del Santo            | Batea    | masia        |                                          | 41° 05′ 29″ N, 0° 12′ 22″ E / 41.0912532162614°N,0.206144275199717°E                                       |                                            |                     | Modifica les dades a Wikidata |
|        | Trufes de Català           | Batea    | masia        |                                          | 41° 07′ 31″ N, 0° 14′ 54″ E / 41.125146894337°N,0.24835990767369°E                                         |                                            |                     | Modifica les dades a Wikidata |
|        | Venta d'Algars             | Batea    | masia        |                                          | 41° 06′ 12″ N, 0° 13′ 14″ E / 41.1034571089738°N,0.220653472586893°E                                       |                                            |                     | Modifica les dades a Wikidata |
|        | Venta de Sant Joan         | Batea    | masia        | 19th century                             | 41° 08′ 12″ N, 0° 15′ 43″ E / 41.13679888888889°N,0.26187611111111114°E ca:Camí de Batea a Favara 298 msnm | bé integrant del patrimoni cultural català |                     | Modifica les dades a Wikidata |
|        | Venta de los Tormos        | Batea    | masia        | Estil: arquitectura popular              | | bé integrant del patrimoni cultural català |                     | Modifica les dades a Wikidata |
|        | l'Arenal                   | Batea    | masia        |                                          | 41° 08′ 18″ N, 0° 16′ 35″ E / 41.138422830254°N,0.27639683881288°E                                         |                                            |                     | Modifica les dades a Wikidata |

## muntanya
| imatge | Nom                 | Ubicat a                    | instància de | Detalls | coordenades                                                         | Protecció | Commons (més fotos) | Dades a WD                    |
| ------ | ------------------- | --------------------------- | ------------ | ------- | ------------------------------------------------------------------- | --------- | ------------------- | ----------------------------- |
|        | Lo Camp del Romeret | Batea                       | muntanya     |         | 41° 05′ 31″ N, 0° 18′ 15″ E / 41.09191667°N,0.30408333°E 389.4 msnm |           |                     | Modifica les dades a Wikidata |
|        | Punta Redona        | Vilalba dels Arcs Batea     | muntanya     |         | 41° 07′ 53″ N, 0° 20′ 23″ E / 41.13130556°N,0.33961111°E 416.6 msnm |           |                     | Modifica les dades a Wikidata |
|        | Punta de les Torres | Batea                       | muntanya     |         | 41° 05′ 50″ N, 0° 20′ 52″ E / 41.09733333°N,0.34788889°E 445.6 msnm |           |                     | Modifica les dades a Wikidata |
|        | Tossal d'Algars     | Batea                       | muntanya     |         | 41° 05′ 48″ N, 0° 12′ 28″ E / 41.09677778°N,0.20786111°E 333.2 msnm |           |                     | Modifica les dades a Wikidata |
|        | Tossal d'en Quadret | Batea                       | muntanya     |         | 41° 08′ 36″ N, 0° 15′ 27″ E / 41.1434°N,0.257611°E 348.9 msnm       |           |                     | Modifica les dades a Wikidata |
|        | Tossal de Mudèfer   | Caseres Batea               | muntanya     |         | 41° 03′ 14″ N, 0° 18′ 09″ E / 41.054°N,0.302538°E 526.2 msnm        |           |                     | Modifica les dades a Wikidata |
|        | Tossal del Moro     | Batea                       | muntanya     |         | 41° 07′ 27″ N, 0° 12′ 25″ E / 41.12402778°N,0.20708333°E 261.4 msnm |           |                     | Modifica les dades a Wikidata |
|        | Turó de Valljordà   | la Pobla de Massaluca Batea | muntanya     |         | 41° 09′ 37″ N, 0° 20′ 26″ E / 41.16030556°N,0.34066667°E 383.4 msnm |           |                     | Modifica les dades a Wikidata |

## porta de ciutat
| imatge | Nom                 | Ubicat a | instància de    | Detalls                     | coordenades                                                          | Protecció                   | Commons (més fotos) | Dades a WD                    |
| ------ | ------------------- | -------- | --------------- | --------------------------- | -------------------------------------------------------------------- | --------------------------- | ------------------- | ----------------------------- |
|        | Porta de Cavallers  | Batea    | porta de ciutat | Estil: arquitectura popular |                                                                      | bé cultural d'interès local |                     | Modifica les dades a Wikidata |
|        | Portal de Cal Llarg | Batea    | porta de ciutat |                             | 41° 05′ 46″ N, 0° 18′ 40″ E / 41.0960872452726°N,0.311198707552678°E |                             |                     | Modifica les dades a Wikidata |
|        | Portal de Sant Roc  | Batea    | porta de ciutat |                             | 41° 05′ 42″ N, 0° 18′ 41″ E / 41.0949736966535°N,0.311339392105351°E |                             |                     | Modifica les dades a Wikidata |
|        | Portal del l'Àngel  | Batea    | porta de ciutat |                             | 41° 05′ 45″ N, 0° 18′ 38″ E / 41.0959642660149°N,0.310560808723423°E |                             |                     | Modifica les dades a Wikidata |

## serra
| imatge | Nom               | Ubicat a      | instància de | Detalls | coordenades                                                         | Protecció | Commons (més fotos) | Dades a WD                    |
| ------ | ----------------- | ------------- | ------------ | ------- | ------------------------------------------------------------------- | --------- | ------------------- | ----------------------------- |
|        | Serra de la Venta | Batea Caseres | serra        |         | 41° 02′ 59″ N, 0° 19′ 27″ E / 41.04984167°N,0.32421667°E 526.2 msnm |           |                     | Modifica les dades a Wikidata |
|        | serra de Pavà     | Batea Caseres | serra        |         | 41° 04′ 11″ N, 0° 14′ 47″ E / 41.069675°N,0.24638889°E 465.9 msnm   |           |                     | Modifica les dades a Wikidata |

## vèrtex geodèsic
| imatge | Nom     | Ubicat a | instància de    | Detalls   | coordenades                                                       | Protecció | Commons (més fotos) | Dades a WD                    |
| ------ | ------- | -------- | --------------- | --------- | ----------------------------------------------------------------- | --------- | ------------------- | ----------------------------- |
|        | Cuadret | Batea    | vèrtex geodèsic | Alt: 1.2m | 41° 08′ 36″ N, 0° 15′ 26″ E / 41.143421°N,0.257336°E 350.56 msnm  |           |                     | Modifica les dades a Wikidata |
|        | Mudefes | Batea    | vèrtex geodèsic | Alt: 1.2m | 41° 03′ 15″ N, 0° 18′ 09″ E / 41.054039°N,0.302561°E 528.045 msnm |           |                     | Modifica les dades a Wikidata |

## Misc
| imatge | Nom                                | Ubicat a                                                       | instància de                                   | Detalls                           | coordenades                                                                                       | Protecció                                  | Commons (més fotos)   | Dades a WD                    |
| ------ | ---------------------------------- | -------------------------------------------------------------- | ---------------------------------------------- | --------------------------------- | ------------------------------------------------------------------------------------------------- | ------------------------------------------ | --------------------- | ----------------------------- |
|        | Ajuntament de Batea                | Batea                                                          | casa consistorial                              | Estil: arquitectura popular       | 41° 05′ 42″ N, 0° 18′ 37″ E / 41.095024°N,0.310147°E                                              | bé integrant del patrimoni cultural català | Ajuntament de Batea   | Modifica les dades a Wikidata |
|        | Algars                             | Batea                                                          | despoblat                                      |                                   | 41° 05′ 45″ N, 0° 13′ 40″ E / 41.095946°N,0.227669°E                                              |                                            |                       | Modifica les dades a Wikidata |
|        | Algars                             | província de Saragossa província de Terol Terra Alta Catalunya | curs d'aigua lloc d'importància comunitària    | Desemboca: Matarranya Llarg: 50km | 41° 12′ 44″ N, 0° 15′ 48″ E / 41.21221°N,0.26326°E 41° 00′ 29″ N, 0° 17′ 06″ E / 41.008°N,0.285°E |                                            | Algars River          | Modifica les dades a Wikidata |
|        | Batea                              | Batea                                                          | entitat singular de població capital municipal | 1881 hab                          | 41° 05′ 40″ N, 0° 18′ 40″ E / 41.09434°N,0.311°E 362 msnm                                         |                                            |                       | Modifica les dades a Wikidata |
|        | Carrer Major                       | Batea                                                          | carrer                                         | Estil: arquitectura popular       | 41° 05′ 42″ N, 0° 18′ 37″ E / 41.095025°N,0.310224°E                                              | bé integrant del patrimoni cultural català | Carrer Major de Batea | Modifica les dades a Wikidata |
|        | Creu Coberta de la Vall            | Batea                                                          | creu de terme creu coberta                     |                                   | 41° 06′ 52″ N, 0° 17′ 42″ E / 41.11435°N,0.29508°E                                                | bé integrant del patrimoni cultural català |                       | Modifica les dades a Wikidata |
|        | Espais històrics Batalla de l'Ebre | la Pobla de Massaluca Ascó la Fatarella Batea                  | conjunt d'edificis memorial                    |                                   | 41° 10′ 13″ N, 0° 34′ 51″ E / 41.170398°N,0.58094°E                                               | bé cultural d'interès local                |                       | Modifica les dades a Wikidata |
|        | Perxe                              | Batea                                                          | porxe                                          | Estil: arquitectura popular       | 41° 05′ 44″ N, 0° 18′ 37″ E / 41.095639°N,0.310294°E                                              | bé integrant del patrimoni cultural català | Perxes de Batea       | Modifica les dades a Wikidata |
|        | Piló del Peiró                     | Batea                                                          | oratori                                        |                                   |                                                                                                   | bé integrant del patrimoni cultural català |                       | Modifica les dades a Wikidata |
|        | Pinyeres                           | Batea                                                          | nucli de població                              |                                   | 41° 07′ 34″ N, 0° 12′ 34″ E / 41.1260371475899°N,0.209504206072489°E                              |                                            |                       | Modifica les dades a Wikidata |
|        | T-723                              | Batea                                                          | carretera                                      |                                   | 41° 05′ 34″ N, 0° 18′ 43″ E / 41.0928°N,0.312003°E                                                |                                            |                       | Modifica les dades a Wikidata |
|        | lo Coll del Moro del Borrasquer    | Batea                                                          | jaciment arqueològic despoblat                 |                                   | 41° 04′ 52″ N, 0° 21′ 52″ E / 41.081028983867°N,0.36447151315407°E                                |                                            |                       | Modifica les dades a Wikidata |
|        | molí d'Algars                      | Batea                                                          | molí d'aigua                                   | Estil: arquitectura gòtica        |                                                                                                   | bé integrant del patrimoni cultural català |                       | Modifica les dades a Wikidata |